# Mame (Musical)
Mame ist ein Musical, das im Jahr 1966 am New Yorker Broadway Premiere hatte, wo es mit mehr als 1.500 Vorstellungen bis 1970 zu sehen war. 1969 folgte die Premiere am Londoner West End und 1970 die deutsche Premiere in Nürnberg. 1983 gab es eine Wiederaufnahme am Broadway. 
Es basiert auf dem Buch „Auntie Mame“ von Patrick Dennis und gilt als Musical-Klassiker.

## Handlung
Erster Akt
Das Kindermädchen Agnes Gooch ist mit dem zehnjährigen Waisenjungen Patrick auf der Suche nach dessen Tante Mame Dennis, die im New York der ausgehenden 1920er Jahre ein aufregendes, schillerndes Leben führt. Als sie sie finden, platzen sie mitten in eine turbulente Party der wohlhabenden, lebenslustigen Frau, die zwar ein wenig extravagant und schrill erscheint, jedoch ihr Herz auf dem rechten Fleck hat und alles in ihrem Leben mit viel Leidenschaft und Enthusiasmus angeht. Sie hat ausreichend Geld im Showgeschäft verdient und verbringt viel Zeit mit ihren zahlreichen Freunden, die allesamt ebenso unkonventionelle Freigeister und ausgefallene Bohemiens wie sie selbst sind. Mame schließt Patrick sofort in ihr Herz, und auch Patrick mag seine Tante auf Anhieb. So wird die Party kurzerhand umfunktioniert, und alle feiern, dass sich Mame von nun an um Patrick kümmern wird. 
Doch Mame hat die Rechnung ohne Mr. Babcock, den Vermögensverwalter des Jungen gemacht, der den letzten Willen von Patricks Vater, Mames Bruder, erfüllen und seinem Schützling eine konservative Erziehung zuteilwerden lassen will. Da konservative Menschen Mame ein Gräuel sind und sie nichts von herkömmlichen Erziehungsmethoden hält, beschließt sie, auf das Erbe zu verzichten, um Patrick eine glückliche Jugend ohne Regeln und Konventionen zu ermöglichen. Stattdessen soll jeder Tag ein neues Abenteuer sein – sie besucht mit ihm Kunstakademien, geht mit ihm ins Theater und zeigt ihm das abenteuerliche Leben, das sie selbst so genießt. Doch sie hat Mr. Babcock unterschätzt, der schließlich erreicht, dass Patrick in ein Internat muss.
Der Börsenkrach des Jahres 1929 bringt Mame an den Rand des Ruins, und so muss sie wieder ins Showgeschäft zurückkehren. Mit Hilfe ihrer Freundin Vera Charles erlangt sie eine kleine Rolle als „Frau im Mond“ an Veras Seite. Während ihr Auftritt zu einer Katastrophe gerät, ist nur Patrick, der sich heimlich in die Vorstellung geschlichen hat, von seiner Tante begeistert. Doch egal welche Rolle sie auch übernimmt, sie verliert sie sogleich wieder. Als sie nicht mehr weiß, wie sie ihren Lebensunterhalt bestreiten soll, begegnet ihr der reiche Farmer Beauregard Burnside, der sie vom Fleck weg heiraten will. Mit ihrem Charme und ihrer offenen Art gewinnt sie auch seine Familie schnell für sich, und so können die beiden schließlich heiraten.
Zweiter Akt
Jahre vergehen, und Patrick ist inzwischen ein junger Mann geworden. Er hat sich in die reiche Gloria Upson verliebt, deren konservative, arrogante Familie voll von Vorurteilen ist. Plötzlich erfährt Patrick, dass Mames Mann Beauregard tödlich verunglückt ist und Mame nun Witwe ist. In Mames New Yorker Appartement versuchen ihre Freunde sie aufzuheitern. Als Vera ihr vorschlägt, etwas für Patricks ehemaliges Kindermädchen Agnes zu tun, die bisher das wahre Leben nicht kennengelernt hat, ist Mame gleich begeistert und bereit zu helfen. Sie hat endlich wieder eine Aufgabe. Als Agnes schwanger wird, will Mame sich um sie und ihr Kind kümmern.
Da Patricks Verlobte und ihre Familie die schwangere, ledige Agnes nicht kennenlernen sollen, findet die Verlobungsfeier bei den Upsons statt. Mame ist von diesen engstirnigen, eingebildeten Menschen so entsetzt, dass sie kurzerhand eine Gegenparty bei sich zu Hause plant. Die Innenarchitektin Pegeen Ryan soll dazu ihre Wohnung umgestalten. Bei der Party sind Gloria und ihre bornierten Eltern von Mame und ihren auffallenden Freunden schockiert. Als schließlich die schwangere Agnes auftaucht, erklärt Gloria Patrick, dass sie auf keinen Fall in so eine Familie einheiraten könne. Wutentbrannt verlassen sie und ihre Eltern die Party. Doch Patrick wirkt danach erlöst, und ihm wird schnell klar, dass Gloria nicht die Richtige für ihn war.
Wieder vergehen einige Jahre. Patrick hat die Innenarchitektin Pegeen geheiratet, und sie haben einen gemeinsamen Sohn, Peter. Als Mame mit Peter verreisen will, um ihm die Welt zu zeigen, sind Patrick und Pegeen zunächst dagegen. Doch gegen die resolute Mame haben sie keine Chance, und ihnen ist klar, dass Mame dem kleinen Peter genauso gut tut, wie sie Patrick gut getan hat.

## Musiktitel
Erster Akt
- Ouvertüre (Open a New Window, If He Walked Into My Life, That’s How Young I Feel, Mame)
- St. Bridget – Agnes & Patrick (10 Jahre)
- It’s Today – Mame & Ensemble
- Open a New Window – Mame & Ensemble
- The Man in the Moon – Vera & Ensemble
- My Best Girl – Patrick (10 Jahre) & Mame
- We Need a Little Christmas – Mame, Agnes, Patrick (10 Jahre), Beauregard, Ito
- The Fox Hunt – Onkel Jeff, Cousine Fan, Mutter Burnside, Patrick (10 Jahre) und Cousins
- Mame – Beauregard & Ensemble

Zweiter Akt
- Mame (Reprise) / The Letter – Patrick (10 Jahre) & Patrick (19–29 Jahre)
- My Best Girl (Reprise) – Patrick (19–29 Jahre)
- Bosom Buddies – Mame & Vera
- Gooch’s Song – Agnes
- That’s How Young I Feel – Mame & Ensemble
- If He Walked Into My Life – Mame
- It’s Today (Reprise) – Mame & Ensemble
- My Best Girl (Reprise) – Patrick (19–29 Jahre)
- Open a New Window (Reprise) – Mame & Ensemble
- Finale – Mame & Ensemble

## Original-Besetzung der Broadway-Produktion
- Angela Lansbury (Mame Dennis)
- Beatrice Arthur (Vera Charles)
- Jane Connell (Agnes Gooch)
- Frankie Michaels (Patrick Dennis, 10 Jahre)
- Jerry Lanning (Patrick Dennis, 19–29 Jahre)
- Willard Waterman (Dwight Babcock)
- Charles Braswell (Beauregard Jackson Picket Burnside)
- Diana Walker (Gloria Upson)
- Diane Coupé (Pegeen Ryan)

& Ensemble

## Auszeichnungen
Bei der Verleihung der Tony Awards im Jahr 1966 war das Musical Mame in insgesamt acht Kategorien nominiert, wovon drei gewonnen wurden: Angela Lansbury als beste Darstellerin, Beatrice Arthur als beste Nebendarstellerin und Frankie Michaels als bester Nebendarsteller. Mit damals zehn Jahren ist Frankie Michaels der jüngste Tony-Award-Gewinner aller Zeiten. 
Außerdem wurden Jerry Lanning 1966 und Sheila Smith 1967 für ihre Darbietungen in Mame mit dem Theatre World Award ausgezeichnet.

## Verfilmung
Aufgrund des enormen Erfolgs des Musicals bei Publikum und Presse wurde das Musical 1974 unter gleichem Titel verfilmt. Dazu wurde jedoch die Musik teilweise geändert, und als Hauptdarstellerin wurde Lucille Ball statt Angela Lansbury verpflichtet. Nur Beatrice Arthur und Jane Connell traten sowohl in der Bühnenversion wie auch im Film auf.

## Tonträger
- Mame – 1966 Original Broadway Cast starring Angela Lansbury (Schallplatte, Audiokassette: 1966)
- Mame – 1966 Original Broadway Cast starring Angela Lansbury (CD: 1999 Columbia Records)